# Saturnia pavunculus
Saturnia pavunculus är en fjärilsart som beskrevs av Anders Jahan Retzius 1783. Saturnia pavunculus ingår i släktet Saturnia och familjen påfågelsspinnare. Inga underarter finns listade.